# Rex Brown
Rex Robert Brown (Graham, Texas, 27 de julio de 1964) es un músico estadounidense, conocido por su trabajo con la banda de groove metal estadounidense, Pantera desde 1982, hasta su disolución en 2003. En 1999 se unió a la banda Down con Phil Anselmo (quién fue vocalista en Pantera) para reemplazar a Todd Strange.
Durante los primeros días de Pantera, Rex Brown era conocido como Rex Rocker hasta Far Beyond Driven, donde, junto a Dimebag Darrell (guitarrista de Pantera), decidieron cambiar sus nombres de escenario. Así, Rex Rocker se pasó a llamar Rex Brown y Diamond Darrell comenzó a ser Dimebag Darrell.
Actualmente es bajista de la banda Kill Devil Hill.
Brown fue el autor de un libro llamado Official Truth 101 Proof, que fue publicado en abril de 2013. El libro documenta la formación, carrera y ruptura de Pantera.

## Biografía
Rex Robert Brown nació en Graham, Texas, el 27 de julio de 1964.
Su padre tenía cuarenta años cuando Brown nació, y murió en 1971.
Fue criado por su madre y su hermana. Brown fue introducido por primera vez en la música a través de su abuela, quien le enseñó a tocar piano cuando era un niño y lo convirtió en la música de ragtime y Scott Joplin. Brown era un miembro de los Boy Scouts de América y alcanzó el rango de Eagle Scout. Se convirtió en un fan de ZZ Top y Def Leppard cuando era joven, y comenzó a tocar el bajo cuando tenía doce años de edad. Sigue siendo un fan de Black Sabbath, Led Zeppelin y el hardcore punk.

## Carrera

### Pantera
Rex se unió a Pantera en 1982 con su compañero de clase Vinnie Paul, el guitarrista Dimebag Darrell (conocido como Diamond Darrell) y el vocalista Terry Glaze. Durante los primeros días de Pantera, Rex Brown era conocido con el nombre artístico de Rex Rocker. Para el álbum de 1990 Cowboys from Hell se le atribuyó simplemente como Rex. No fue hasta 1994 en el álbum Far Beyond Driven que utilizó su nombre completo de Rex Brown.
Pantera reclutó al vocalista Phil Anselmo para reemplazar a Glaze en 1987. En 1990 la banda firmó con Atco Records y lanzó Cowboys from Hell, que resultó ser el punto de inflexión de la banda.
En el transcurso de cuatro discos de estudio más, un álbum en vivo y una compilación de grandes éxitos, Pantera fue nominada a cuatro Grammys en la categoría de mejor interpretación de metal por "Cemetery Gates", "I'm Broken", "Suicide Note Pt. I", y “Revolution Is My Name".
Durante el tiempo de inactividad Brown, Dimebag y Vinnie se asociaron con el artista de country David Allan Coe en un proyecto llamado Rebel Meets Rebel en 1999. Este grupo lanzó un álbum el 2 de mayo de 2006 en Vinnie Paul's Big Vin Records. A finales de 2010 Rex se convirtió en miembro fundador de Kill Devil Hill, con Vinny Appice, Dewey Bragg y Mark Zavon. Kill Devil Hill lanzó su álbum de debut en mayo de 2012 con aclamación de la crítica, y continúan la gira en apoyo de su música.

### Down
En 1998, durante su estancia en Luisiana, fue invitado por Phil Anselmo para una sesión improvisada que incluyó a todos los miembros de Down, excepto su bajista Todd Strange, que dejó la banda. Esa noche terminaron escribiendo varias demos para lo que luego se convirtió en su segundo álbum grabado en el otoño de 2001 en el granero de Anselmo que había sido transformado en un estudio profesional. El álbum fue lanzado el 26 de marzo de 2002, y se convirtió en el primer lanzamiento de Down con Rex Brown en el bajo. La banda, sin embargo, volvió a su hiato nuevamente a finales de 2002.
En 2006, la banda se reunió y comenzó a escribir el material para su tercer álbum de estudio. Down III: Over the Under fue lanzado en 2007. La banda actuó como el acto de apertura de Metallica. Durante ese tiempo, se convirtió en buenos amigos con James Hetfield, que, al igual que Brown, completó un curso de rehabilitación de alcohol en 2002. Buscando nuevos capítulos en su carrera musical, dejó Down en 2011. Sin embargo está en buenos términos con sus excompañeros de banda.

### Otros Proyectos
Brown ha trabajado anteriormente con Jerry Cantrell en cinco pistas incluidas en el álbum llamado Boggy Depot, así como once tracks con Crowbar en el álbum Lifesblood para los Downtrodden. Rex reveló su nuevo proyecto Arms of the Sun, un proyecto que también incluye a John Luke Hebert (de King Diamond) en la batería, Lance Harvill en la voz y la guitarra , Y Ben Bunker (de Gryn) en la guitarra. El grupo ha terminado el trabajo en trece tracks en el estudio de grabación de Willie Nelson Pedernales en Austin, producido y mezclado por Terry Date. En febrero de 2011 se anunció que Rex había dejado amigablemente Arms of the Sun. Un bajista de reemplazo aún no ha sido anunciado.
En marzo de 2011 se anunció que Rex había formado una nueva banda, Kill Devil Hill con Vinny Appice (Heaven & Hell, Black Sabbath, Dio) en la batería, Mark Zavon (RATT, WASP, 40 Cycle Hum) y Dewey Bragg Pissing Razors) en la voz. El grupo tiene un demo de 10 canciones que según Appice, suena "como un crece entre Black Sabbath, Alice in Chains y un poco de Led Zeppelin". Es pesado, pero con muchos ganchos geniales y matices melódicos, también."
En 2013, Rex lanzó una autobiografía, titulada Official Truth: 101 Proof, que narra la vida personal de Rex y el viaje a través de Pantera, incluyendo los eventos que llevaron a la ruptura de la banda.

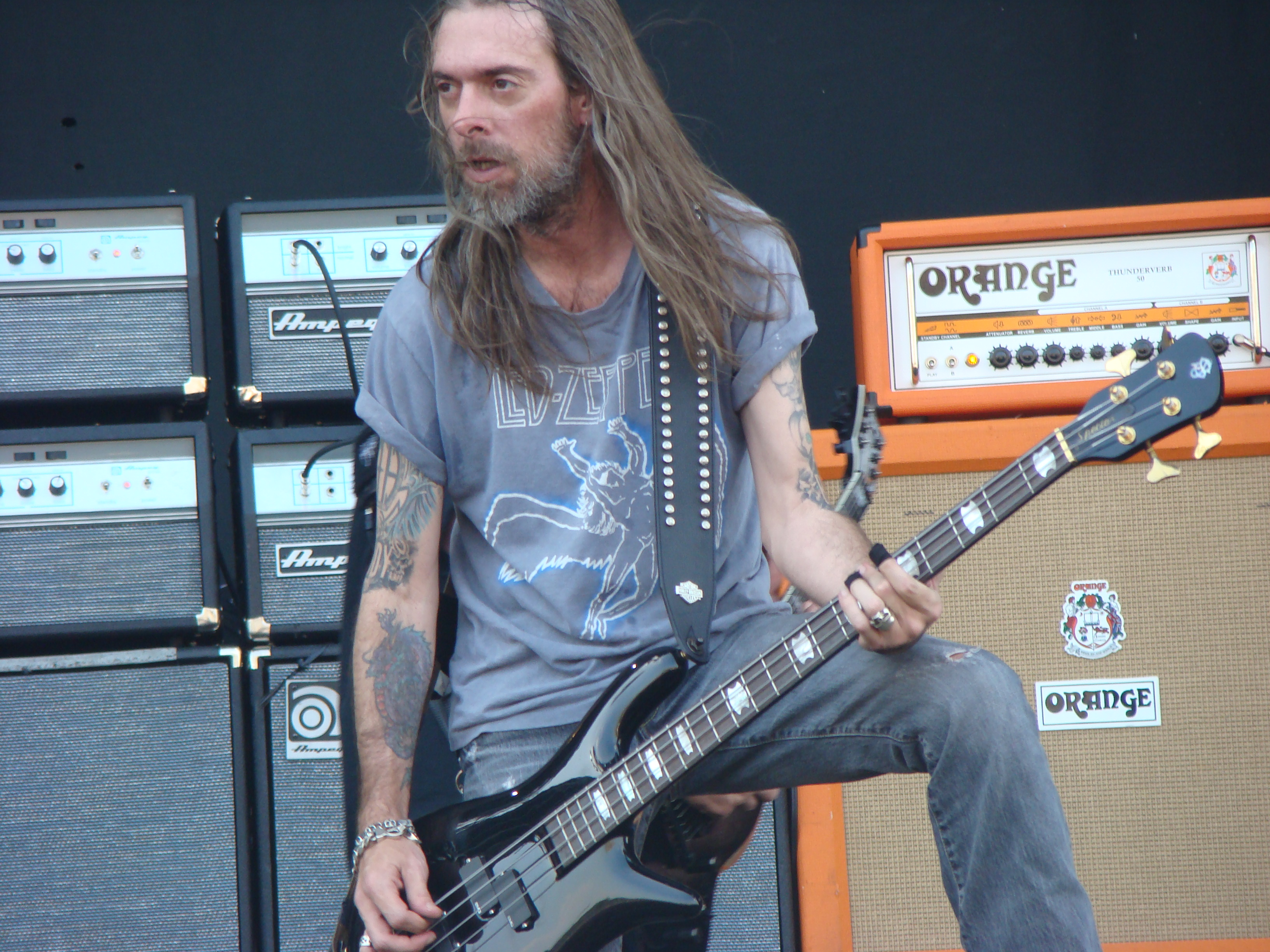
Rex Brown con Down en 2009

En 2015, Rex escribió el prólogo del libro Survival of the Fittest: Heavy Metal en la década de 1990, del autor Greg Prato. Rex también fue entrevistado para el libro (así como su excompañero de banda en Pantera, Anselmo, entre muchos otros)

## Vida personal
Según su autobiografía, Brown conoció a su futura exesposa, Belinda, a través de un amigo mutuo. La pareja se comprometió en 1994 y se casó en mayo de 1995. Tienen dos gemelos nacidos en 2000. Brown se niega a dar más información sobre sus hijos con el fin de mantener su privacidad. En 2004, la pareja se divorció. Sin embargo, se reunieron en 2007 y permanecieron juntos hasta 2011. Brown no "suscribe a ninguna religión organizada particular", aunque dice que cree en Dios y los Diez Mandamientos.
En agosto de 2009, Brown fue desincluido de la gira Down debido a la pancreatitis aguda.
En 2022 y tras el regreso de Pantera a los escenarios, Brown tuvo que volver a Estados Unidos por contagio de COVID-19 tras el Knotfest en Colombia y perdiéndose así los shows en Chile y Brasil siendo reemplazado por Derek Engemann en lo que resta del 2022.

## Estilo y equipo
Brown fue un bajista de jazz y se le ofreció una beca en la Universidad del Norte de Texas, pero declinó. Él toca a menudo con una púa.
Brown era notable por contribuir a menudo en sus basslines bajo los solos de Darrell. Las canciones destacadas incluyen "Floods" "Walk" "5 Minutes Alone", "Throes of Rejection", "Cowboys from Hell", "Living Through Me (Hells Wrath)", "I Can't Hide", "Use my Third Arm", "Where You Come From", "This Love", "I'm Broken" y muchas otras.
En los primeros días de Pantera, Brown fue presenciado tocando un bajo Ibanez Roadster.
A finales de los años 80 cambió a los bajos Charvel, y tocó uno blanco de 5 cuerdas y un modelo negro de 4 cuerdas. Utilizó estos bajos exclusivamente a través de los álbumes Cowboys From Hell y Vulgar Display of Power, antes de utilizar brevemente un modelo de bajo Ernie Ball MusicMan Stingray de 4 y 5 cuerdas, durante la gira Vulgar Display Of Power, así como un bajo en forma Fernandes Telecaster para el video musical de "Walk".
En 1993, Brown comenzó a endosar un bajo Spector, notablemente todos sus bajos tenían humbuckers. Sigue usando Spectors hasta el día de hoy, con su propio modelo de firma. En forma algo similar a un Gibson Thunderbird, el bajo Spector Rex Brown Signature viene en varios acabados diferentes y está disponible en modelos de 4 y 5 cuerdas.
En 2011, Spector lanzó un nuevo bajo de firma de Brown llamado Spector RXT. El bajo tiene la misma electrónica que su primer bajo de la firma pero en vez de un Thunderbird, tiene forma como Telecaster. Aunque este fue lanzado al mercado por Spector, se pensó originalmente para ser lanzado por las guitarras de ESP bajo la bandera LTD. Existen varios prototipos y modelos de preproducción, algunos de los cuales son propiedad de Brown y se pueden ver usados mientras tocaba con Down en el 2009.
Después de más de 20 años de uso de los bajos Spector, el 6 de julio de 2015, anunció que había dejado Spector y ahora es un artista de Warwick, mostrando una foto de su nuevo bajo de Warwick.

### Bajos
- 1989 Jackson USA Custom- Blanco 4 cuerdas
- Spector Rex-5XL – Bajo de firma de Rex
- Custom Spector NS4-style bass
- Spector NS basses – Modelo de 4 y 5 cuerdas
- Fender Precision Bass – Usado en estudio
- Fernandes "Telecaster" prototype basses – Modelos de 4 y 5 cuerdas
- Fernandes 8-string – Usado en estudio
- Musicman Stingray basses – Modelo de 4 y 5 cuerdas
- ESP Surveyor basses (4 y 5 cuerdas)
- Charvel basses – Modelos de 4 y 5 cuerdas
- Ibanez Roadster bass – 4 cuerdas
- ESP/LTD REX-600 prototypes - ESP / LTD firma que nunca lo hizo en la producción
- Ovation B778-5 – Bajo Acústico
- Warwick Rex Brown Reverso- Signature 4 cuerdas y 5 cuerdas
- Dean Markley Blue Steel strings

### Efectos
- BOSS CH-1 Super Chorus
- Morley Pro Series 2 Bass Wah
- Korg DTR-1 Rack Tuner
- Korg DT-10 Tuner
- Korg Pitchblack Tuner
- Rocktron Basix Bass Preamp

- Ashdown Bass Chorus Plus
- MXR Phase 90
- HBE Hematoma
- MXR Blowtorch Bass Distortion
- MXR Carbon Copy Delay
- BOSS CEB-3 Bass Chorus

### Amplificadores
- Ampeg SVT-IVPRO Head
- Vintage Ampeg SVT Head
- Ampeg SVT-IIPro Head
- Ampeg SVT-II Head
- Hartke Kilo 1000 Watt Bass Hea

- Ampeg SVT810AV Bass Cabinet / 8x10
- Ampeg SVT410HE Bass Cabinet / 4x10
- Ampeg SVT810E Bass Cabinet / 8x10
- Hartke HyDrive 8x10 Bass Cabinet / 8x10

## Discografía
Pantera
- 1983: Metal Magic
- 1984: Projects in the Jungle
- 1985: I Am the Night
- 1988: Power Metal
- 1990: Cowboys from Hell
- 1992: Vulgar Display of Power
- 1994: Far Beyond Driven
- 1996: The Great Southern Trendkill
- 2000: Reinventing the Steel

Down
- 2002: Down II: A Bustle in Your Hedgerow
- 2007: Down III: Over The Under

- 2010: Diary of a Mad Band: Europe in the Year of VI

Crowbar
- 2005: Lifesblood for the Downtrodden (8 de febrero, Candlelight Records).

Rebel Meets Rebel
- 2006 - Rebel Meets Rebel - Big Vin Records

Kill Devil Hill
- Kill Devil Hill (2012)
- Revolution Rise (2013)

Colaboraciones
- 1998 – Jerry Cantrell – Boggy Depot ("Dickeye," "My Song," "Keep the Light On," "Satisfy," and "Hurt a Long Time")

- 2008 – Cavalera Conspiracy – Inflikted ("Ultra-Violent")